# 百年の計、我にあり
『百年の計、我にあり〜知られざる明治産業維新リーダー伝〜』（ひゃくねんのけい、われにあり・しられざるめいじいしんリーダーでん）は、2016年1月3日にTBS系列、2016年1月9日にBS-TBSにて放映された、単発スペシャルのテレビドラマ。

## 概要
愛媛県新居浜市の別子銅山の近代化の祖である、広瀬宰平と伊庭貞剛の、国家存亡をかけた産業の近代化に敢然と挑んだ奮闘を、ドラマパートとドキュメンタリーパートの構成で描いたものである。
住友グループの物語であることから、三井住友銀行がメーンバンクである企業が番組スポンサーになっていた。

## キャスト
- 広瀬宰平：榎木孝明
- 伊庭貞剛：石黒賢
- 塩野門之助：浅利陽介
- 伊庭田鶴：朝加真由美
- 広瀬幸：比企理恵
- 伊庭梅子：山田キヌヲ
- 住友友親：山口翔悟
- 畠中洋、パトリック・ランプル、メクダシ・カリル、お宮の松、山上賢治、柴田義之、宮本大誠、古井榮一、ふるごおり雅浩、辞本直樹、下塚恭平、羽鳥翔太、潟山セイキ、石川裕太、平岡亮
- ナレーター：あおい洋一郎、山根基世

## スタッフ
ドラマパート
- 脚本：及川真実
- 演出：鴨下潔
- VFX：岡野正広
- 技術協力：フォーチュン
- フランス語指導：ジリ・ヴァンソン
- ロケ協力：桐生倶楽部会館、桐生明治館、沼津御用邸記念館、おおひら歴史民俗資料館、福岡河岸記念館、臨江閣、赤城神社、きょなピカ実行委員会、わたらせフィルムコミッション、栃木県フィルムコミッション、前橋フィルムコミッション、駿河湾沼津FC「ハリプロ映像協会」、桐生市、みどり市、ふじみ野市
- プロデュース：千葉行利、高橋史典
- 制作プロダクション：ケイファクトリー

その他
- 構成：高橋秀樹
- ドキュメンタリーパートディレクター：：匂坂緑里、稲田浩也、田口亮
- テーマ音楽：中野香梨（日音）
- 写真&映像協力：ゲッティイメージズ、NHKビデオバンク、萩博物館、アフロ
- 撮影協力：住友史料館、別子銅山記念館、新居浜市、広瀬歴史記念館、マイントピア別子、カヤク・ジャパン、クニマイン、森岡鉄砲火薬店、国立科学博物館、農業環境技術研究所、愛媛新聞社、愛媛県総合科学博物館、越前国発動機愛好会、別子銅山親友会、松山大学
- 協力：住友グループ広報委員会
- 企画：藤田潔
- 監修：末岡照啓（住友史料館）
- 総合演出・プロデュース：河野英輔
- チーフプロデューサー：小松新一
- ゼネラルプロデューサー：高橋正嘉
- 製作：TBSテレビ、TBSビジョン

## 撮影地
- 旧伊庭家住宅